# Elección de Director Supremo de Chile de 1817
La elección de directorial de Chile de 1817 fue la primera elección de autoridad ejecutiva en el Chile independiente.
Se reunió un cabildo abierto en la ciudad de Santiago el 15 de febrero, que decidió entregar el gobierno a José de San Martín, líder del Ejército de los Andes, pero este rechazó la elección para poder enfocarse en la liberación del Perú, último bastión realista en Sudamérica. San Martín le entregó su apoyo a Bernardo O'Higgins, cuya designación ya había pensado de antemano.
De esta forma, O'Higgins fue aclamado por los miembros del cabildo, que se reunieron el 16 de febrero de 1817, firmando el acta 185 vecinos.